# Johnny Catron
Johnny Catron (Boston, 24 september 1916 - Los Angeles, 31 oktober 1998) was een Amerikaans arrangeur, componist en bigband-leider in de swing en populaire muziek.
Catron was 36 jaar lang autoverkoper, maar leidde daarnaast veertig jaar een bigband. Hij speelde aanvankelijk in lokale clubs en richtte ongeveer in het begin van de jaren veertig een groep op die hij financieel moeilijk overeind kon houden, daarom ging hij geld verdienen als autoverkoper. Hij werkte ook als arrangeur en liedjesschrijver bij Ben Pollack (1941) en schreef arrangementen voor Union Oil Company Radio Program. In de jaren 1963-1966 werkte hij voor een KFI-radioprogramma met onder meer Lawrence Welk. 
Met zijn bigband trad hij vooral op in het zuiden van Californië, maar ging er ook mee op tournee. Tevens speelde hij met de band in de zomer wel op Catalina Island. Hij nam verschillende platen op voor Nortac Records. Liedjes van zijn hand waren onder meer 'The Volkswagen Song Polka', 'Valerie', 'A Little Affection', 'There's a Time and a Place for Everything' en een lied naar aanleiding van de moord op John F. Kennedy, 'The Big D.'

## Discografie
- I'll Take Los Angeles, It Swings, Nortac Records
- 25 Years of Swing

- International Standard Name Identifier: 0000 0000 4909 0175
- Library of Congress Control Number: no2006077845
- Virtual International Authority File: 41597242
- WorldCat: E39PBJfx6m8qcMKD8dP8KDpwYP